# Cunctochrysa jubingensis
Cunctochrysa jubingensis är en insektsart som först beskrevs av Hölzel 1973.  Cunctochrysa jubingensis ingår i släktet Cunctochrysa och familjen guldögonsländor. Inga underarter finns listade i Catalogue of Life.